# Francesc Bergós i Ribalta
Francesc Bergós i Ribalta, també Francisco Bergós Ribalta (Barcelona, 1903 - Montevideo, 1978), va ser un metge català republicà, que es va establir a l'Uruguai després d'exiliar-se en completar-se l'ocupació franquista de Catalunya.

## Biografia
Oriünd d'una família de tradició mèdica i castrense, va obtenir la llicenciatura en medicina a la Universitat de Barcelona el 1923, on posteriorment va ensenyar anatomia. El 1924, va ingressar en el Cos de Sanitat Militar.
Durant la guerra civil espanyola, va ocupar diversos càrrecs, entre ells, el de cap de sanitat del front d'Aragó, cap general de la defensa civil i metge major del Cos de Sanitat Militar de la República.
El gener de 1939, per ordre de l'Estat Major, es va encarregar de l'evacuació de més de mil ferits en un tren en direcció a França. Allà va ser conduït al Camp d'Argelers on va organitzar un espai per a la sanitat i una infermeria.
L'abril d'aquest mateix any, va embarcar cap a l'Argentina i el 1942 es va establir a Montevideo.
Va exercir un paper actiu en l'organització de la donació voluntària de sang. Va realitzar una intensa campanya en contra el comerç de sang. Va integrar la comissió honorària del Servei Nacional de Sang vinculada al Ministeri de Salut Pública de l'Uruguai. Va ser president de la Fundació Pro-donació de Sang Dr. Pedro Larguero, membre fundador de la Federació Panamericana Pro-donació de Sang, president honorari de l'Associació Nacional de Donants de Sang de Panamà i president de la Societat d'Hematologia Llatinoamericana.

## Activitat politicocultural
Catalanista militant, va participar activament en les activitats de la col·lectivitat catalana des de l'exili. Va ser membre del Consell Nacional de Catalunya establert a Londres el 1940, organitzador dels jocs florals de la llengua catalana a l'Uruguai i president del Casal Català de Montevideo en dues oportunitats, 1957 i 1966.
El 1972, Josep Tarradellas el va nomenar delegat general de la Generalitat de Catalunya a la República Oriental de l'Uruguai, càrrec que va ocupar fins a la seva mort el 1978.
Al setembre de 2009, el Ministeri de Justícia del Govern Espanyol li va concedir la reparació moral per haver estat condemnat i processat injustament per l'il·legítim Tribunal per a la Repressió del Maçoneria i el Comunisme el 1943.

## Publicacions
- El criteri mèdico-social en l'assegurança social de malaltia. Butlletí del Sindicat de Metges de Catalunya, 1933; vol. XIV, Núm. 152, p. 9-15. En col·laboració amb Sicart, H.
- Aspectes mèdics de la guerra química. en La Medicina Catalana, 1936, año V, p. 383-390.
- Cirugía de Guerra. Barcelona: Casa d'Assistència President Macià, 1937.
- Una modalidad nueva, en el tratamiento de las lesiones producidas por agresivos vesicantes. Revista de Sanidad de Guerra, 1938; Año II,13, p. 216-8. En col·laboració amb Folch Solé, F.
- Lluís Companys. Montevideo: Casal Catalá, 1942.
- Manual del auxiliar sanitario de la defensa pasiva. Montevideo: Ministerio de Defensa Nacional, 1942.
- Manual del tratamiento de las intoxicaciones. Editorial Salvat. 1945.

## Enllaços de referència
- Francesc d'Assis Bergós i Ribalta | Galeria de Metges Catalans